# Test del francobollo
Test del francobollo è un test medico utilizzato per valutare le erezioni notturne in un esame sull'impotenza maschile.
Il test si esegue apponendo una striscia di francobolli attaccati tra di loro nella zona dei dentelli (le ondulazione presenti ai bordi dei francobolli) intorno al pene flaccido del maschio appena prima di dormire, in modo tale da consentire una facile lacerazione in caso di una lieve pressione su di essi. Se i dentelli tra i singoli francobolli al risveglio si presentano strappati tra di loro, ciò significa indirettamente come prova della tumescenza peninea notturna. Tuttavia, c'è anche la possibilità che l'uomo che esegue il testi si possa muovere o spostare la sua posizione nel letto durante il sonno in modo tale da strappare inconsapevolmente i dentelli tra i francobolli senza aver raggiunto un'erezione notturna, causando così un falso positivo.